# Stahlberg (Vorderpfalz)
Der Stahlberg mit einer Höhe von 134 m ü. NHN ist ein Hügel, der auf der Grenze zwischen der nördlichen Vorderpfalz (höchster Punkt) und dem südlichen Rheinhessen (Rheinland-Pfalz) liegt.

## Geographie

### Geographische Lage
Der Stahlberg erhebt sich östlich der Landesstraße 455 und nordöstlich der Ortsgemeinde Dirmstein. Von dort aus führt die Stahlbergstraße auf den Hügel zu und wird am Ortsausgang zum Wirtschaftsweg. An diesem steht ein steinernes Wingertskreuz, das 1901 der Dirmsteiner Winzer Johannes Wüst errichtet hat. Der Weg kreuzt auf der Hügelkuppe die Grenze zwischen der Pfalz und Rheinhessen und endet auf der Nordseite des Hügels am Rand von Worms-Heppenheim.

### Morphologie
Der Stahlberg ist Teil eines langgestreckten niedrigen Höhenrückens, der von Westen her in die Oberrheinische Tiefebene hineinragt und zur westlichen Bruchzone des Oberrheingrabens gehört. Die Hügelkette setzt sich nach Nordwesten mit dem Schneckenberg (144,7 m) fort und weiter nach Südwesten mit dem Wörschberg (165,4 m).

### Gewässer
Am Südwesthang des Stahlbergs entlang fließt von Nordwest nach Südost der Floßbach, der am Dirmsteiner Ostrand von links in den Eckbach mündet. Über den Stahlberg und die genannten weiteren Hügel verläuft die Wasserscheide zwischen den Einzugsgebieten des Eckbachs im Süden und des Eisbachs im Norden.

## Wirtschaft und Infrastruktur
Im östlichen Bereich des Hügels, der nahezu ausschließlich mit Weinreben bepflanzt ist, stehen auf Dirmsteiner Gemarkung drei Windkraftanlagen, die dem unmittelbar angrenzenden Windpark der Nachbargemeinde Heuchelheim zugeordnet sind, der zusätzlich elf Objekte umfasst.